# Mammillaria sphacelata
Mammillaria sphacelata (biznaga gangrenada) es una especie endémica de biznaga perteneciente a la familia Cactaceae que se distribuye en Oaxaca y Puebla. La palabra sphacelata proviene del latín que significa «que luce quemada o gangrenada».

## Descripción
Tiene crecimiento gregario, formando a menudo almohadillas de 50 cm o más de diámetro. Los brotes de color verde brillante suelen ser de forma globosa o cilíndrica de 4 cm de ancho y hasta 20 cm de alto. Las flores de 2 cm de largo son de colores púrpura a rojizos. La floración ocurre entre los meses de abril y octubre. Los frutos son ligeramente curvados de color escarlata. Las semillas de pocos milímetros de longitud cuentan con una testa negra.
Esta especie es usada por la población local como planta ornamental.

## Distribución
Endémica de los estados de Oaxaca y Puebla en México.

## Hábitat
Habita bosques de encinos (Quercus), bosques tropicales caducifolios y matorrales xerófilos sobre sustrato calizo, en elevaciones de 700 a 2400 m s. n. m.

## Estado de conservación
No existen amenazas mayores para las poblaciones de la biznaga gangrenada, sin embargo, la pérdida de su hábitat, la agricultura y la ganadería pueden afectar a ciertas poblaciones.